# Hazel Crest, Illinois
Hazel Crest är en ort (village) i Cook County, i delstaten Illinois, USA. Enligt United States Census Bureau har orten en folkmängd på 14 162 invånare (2011) och en landarea på 8,8 km².